# Benjamín Núñez Vargas
Benjamín Núñez Vargas (* 24. Januar 1915; † 19. September 1994 in San José (Costa Rica)) war ein costa-ricanischer Priester, Gründer eines katholischen Gewerkschaftsdachverbandes, Politiker und Diplomat.

## Leben
Benjamín Núñez Vargas war der Sohn von Mariana Vargas und Juan Núñez.
Am 9. Januar 1938 wurde er zum Priester ordiniert.
1940 nahm er ein Studium der Soziologie an der Universidad de Niágara auf, das er 1941 als Bachelor of Arts en Ciencias Sociales abschloss.
1942 wurde er zum Doktor der Universidad Católica promoviert.
Im August 1943 gründete er die Confederación Costarricense del Trabajo Rerum Novarum, eine Dachorganisation für etwa 75 der katholischen Seelsorge nahestehenden Christliche Gewerkschaften im Bereich der Bananenproduktion.
1948 im Bürgerkrieg war er Feldkurat des von José Figueres Ferrer angeführten Ejército de Liberación Nacional (Costa Rica) und verhandelte die Kapitulation der Regierung Teodoro Picado Michalski in mexikanischen Botschaft.
In der Regierung von José Figueres Ferrer war er 1948 Arbeitsminister und von 1948 bis 1949 Außenminister.
Von 1954 bis 1956 war er ständiger Vertreter der Regierung von José Figueres Ferrer beim UN-Hauptquartier.
Von 1970 bis 1972 war er Botschafter in Jerusalem.
Mit Sitz in Jerusalem war er von 1971 bis 1972 auch bei Nicolae Ceaușescu in Bukarest akkreditiert.
1973 war er Rektor der Universidad Nacional de Costa Rica.
Von 1977 bis 1978 war er ein weiteres Mal Botschafter in Jerusalem.